# Diamond Life
Diamond Life är debutalbumet av Sade, utgivet 1984. Det innehåller bland annat hitsinglarna Smooth Operator och Your Love Is King. 
Albumet utsågs till bästa brittiska album vid Brit Awards 1985.
Diamond Life finns med i boken  1001 Albums You Must Hear Before You Die.

## Låtförteckning
1. Smooth Operator
2. Snake Bite*
3. Your Love is King
4. Hang On To Your Love
5. Frankie's First Affair
6. When Am I Going To Make a Living
7. Cherry Pie
8. Sally
9. I Will Be Your Friend
10. Why Can't We Live Together
11. Love Affair With Life*

*Endast på kassettband. 